# Altes Wiesenhaus
Der Wohnplatz Altes Wiesenhaus, auch Alt-Wiesenhaus genannt, gehört mit seinen vier Wohnhäusern und Nebengebäuden zu Schönheide und liegt an der Zwickauer Mulde zwischen den Ortsteilen Schönheiderhammer und Wilzschhaus.

## Geschichte

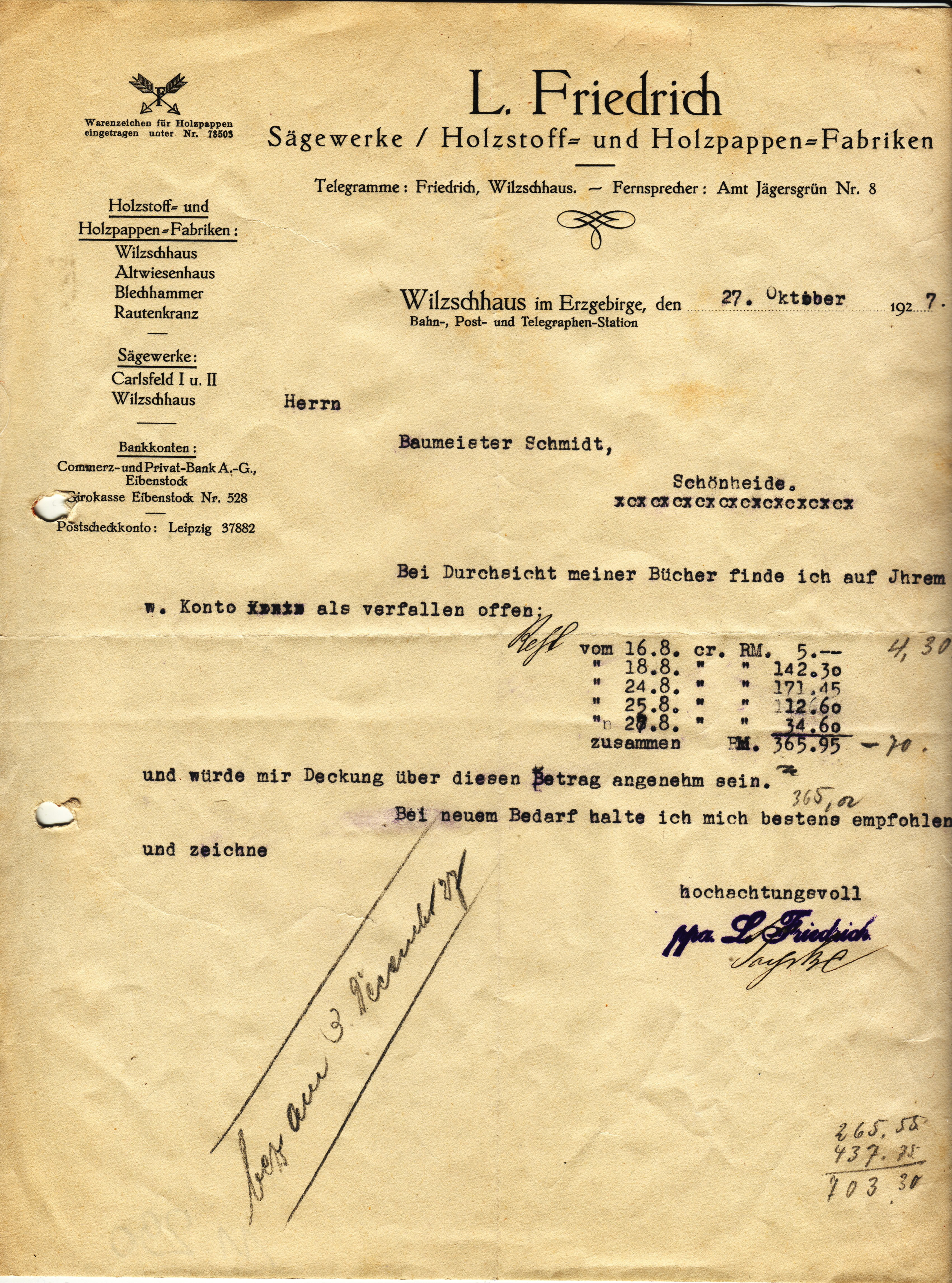
Holzstoff- und Pappenfabrik Louis Friedrich in Altwiesenhaus (Rechnung von 1927)

Der Wohnplatz entstand an einer Stelle, an der die Mulde fast in einem rechten Winkel die Fließrichtung ändert. Für einen von Süden kommenden Weg gab es an dieser Stelle eine Brücke, die im Asterschen Meilenblatt von 1791 als „Hohesteg“ bezeichnet ist. Der über diese Brücke gehende Weg führte in nordöstlicher Richtung nach Schönheide und hatte in der erwähnten Karte die Bezeichnung „Hohesteg Steig“. Im Meilenblatt von 1791 sind noch keine Häuser eingezeichnet. Das Alphabetische Orts-Verzeichnis von 1862 erwähnt „Wiesenhaus“ und erläutert es mit „einzelnes Haus“ und als „zu Schönhaide gehörend“. Die Ergebnisse der Volkszählung von Ende 1875 werden in der Publikation des sächsischen Innenministeriums von 1877 nicht mitgeteilt. Als "Ortsname" wird die Bezeichnung „Wiesenhaus“ verwendet. Der Ort gehöre zu Schönheide.
Mit dem Bau der Bahnstrecke Chemnitz–Adorf und deren Inbetriebnahme am 7. September 1875 entstand in Alt-Wiesenhaus ein Bahnwärterhaus. An dieser Stelle überquerte die Eisenbahn die im Tal der Mulde verlaufende Straße, die heutige Bundesstraße 283. Der Streckenposten hatte die Aufgabe, die Schranken des Bahnübergangs zu bedienen. Dessen Dienstgebäude direkt an der Querung der Eisenbahn über die Straße ist noch vorhanden. Im Jahr 1888 errichtete Louis Friedrich in Alt-Wiesenhaus eine Holzschleiferei und Pappenfabrik. Schon bald nach der Erfindung des Holzschliffverfahrens zur Herstellung von Papier und Pappe durch Friedrich Gottlob Keller im Jahr 1843 hatte er in Wilzschhaus eine Holzstoff- und Pappenfabrik gegründet und die Wasserkraft der Mulde zum Holzschleifen genutzt. Auch an diesem neuen Standort lenkte er in einem Graben das Wasser von der Mulde zu der Fabrik. Sie war bis 1952 in Betrieb. Danach baute der VEB Faserplattenwerk Schönheide das Gebäude um. Im Erdgeschoss wurden Lagerräume eingerichtet, und das Obergeschoss wurde in sechs Wohnungen umgebaut. Nach 1990 entstand auf der linken Seite der Mulde in Alt-Wiesenhaus ein Wasserkraftwerk, für dessen Betrieb ein Wassergraben reaktiviert wurde, der einst für den Antrieb der Holzschleiferei entstand. Er wird mit Wasser aus der Mulde gespeist und beginnt unterhalb der früheren Holzschleiferei in Wilzschhaus kurz nach der Einmündung des Silberbachs. Unterhalb von Alt-Wiesenhaus wird rechts der Mulde in einem Graben Wasser der Mulde zu einem weiteren Wasserkraftwerk geführt, dessen kleines Betriebsgebäude zwischen Bundesstraße und Mulde steht.
Der Wohnplatz gehört zu Schönheide, liegt aber direkt an der Grenze zu Eibenstock, das südlich bis unmittelbar an Alt-Wiesenhaus heranreicht.

## Name
In der sächsischen Äquidistantenkarte von 1876 ist der Wohnplatz mit wenigen Häusern und als Name lediglich „Wiesenhaus“ eingetragen. Auch in der topographischen Karte von 1911 findet sich noch der Namenseintrag in dieser Formulierung. In derselben Karte ist der an der Wilzsch liegende Wohnplatz Neues Wiesenhaus mit eben dieser Bezeichnung versehen. Die topographische Karte von 1925 nennt den Namen von Altes Wiesenhaus gar nicht, hat aber als Ortseintrag „zu Schönheiderhammer“ und vermerkt neben der Darstellung der Gebäude mit „B. W.“ das Bahnwärterhaus und mit „Fabr.“ die Holzschleiferei. In derselben Weise wurde in der Ausgabe von 1942 verfahren.
In der Neuen Sächsischen Kirchengalerie wird 1902 der Begriff „das untere Wiesenhaus (eine große Holzschleiferei und Pappenfabrik, Wiesenwärterwohnung und Bahnwärterhaus)“ verwendet.

## Naturraum
Der Wohnplatz Altes Wiesenhaus liegt nach der Naturraumkarte von Sachsen in der Mikrogeochore „Rautenkranz-Schönheider-Muldetal“ und ist Teil der Mesogeochore „Eibenstocker Bergrücken“. Die Örtlichkeit ist vom Natura-2000-Gebiet „Oberes Zwickauer Muldetal“ (SITECODE: DE5540302) umgeben. Südlich der Mulde steigt das Gelände an und ist bis zur tschechischen Grenze von Wald bedeckt. Dort liegt nahe der Mulde der Köppelstein, ein aus dem von der Mulde steil ansteigendem, bewaldetem und von einem früheren Steinbruch geprägten Hang hochragendes Felsmassiv, dessen Felsen um die 40 Meter hoch sind. Der Köppelstein ist nordwestlicher Teil eines namenlosen Berges mit einer Höhe von 653,5 m ü. NHN. Eine von Alt-Wiesenhaus ausgehende Forststraße ohne Namen führt, immer ansteigend, in südöstlicher Richtung bis zum gut zwei Kilometer entfernt liegenden Naturschutzgebiet Am Riedert und geht dort in die Rautenkranzer Straße über.
Südlich von Alt-Wiesenhaus ergießt sich ein vom Umweltinformationssystem Sachsens „Wiesenhausbächel“ genannter Bach in die Mulde. In Landkarten war dieser Bach bis 1996 unbenannt. Die Topographische Karte von 2012 bezeichnet ihn mit „Wiesenhausbächel“.

## Verkehr
Der Wohnplatz wird durch die Bundesstraße 283 erschlossen. Die postalische Adresse ist „Muldenstraße“. Von Schönheides Rathaus bis Altwiesenhaus beträgt die Entfernung auf Straßen über Schönheiderhammer sechs Kilometer. Die Museumsbahn auf der früheren Bahnstrecke Chemnitz-Adorf, die von dem Förderverein Historische Westsächsische Eisenbahnen e.V. flussaufwärts vom früheren Bahnhof Schönheide Süd bis Muldenberg betrieben wird, soll nach den Planungen dieses Vereins später flussabwärts bis Schönheiderhammer erweitert werden. Für den Zugbetrieb müsste die als Halbschranke vorhandene Bahnschranke in Alt-Wiesenhaus wieder reaktiviert werden. Die Bahnstrecke zwischen Schönheiderhammer und Muldenberg hat der Verein inzwischen erworben.